# Phlomis tuvinica
Phlomis tuvinica là một loài thực vật có hoa trong họ Hoa môi. Loài này được A.Schroet. miêu tả khoa học đầu tiên năm 1980.